# Manga di The Slayers
La seguente è una lista dei manga pubblicati relativi al franchise fantasy Slayers ideato da Hajime Kanzaka.

## Volumi

### The Slayers
The Slayers (スレイヤーズ?), internazionalmente conosciuto come Slayers: Medieval Mayhem, è il primo manga ispirato alla serie, pubblicato nel 1995 in un unico volume dalla Kadokawa Shoten. In Italia il manga è stato pubblicato nei numeri 12 (luglio 1999) e 13 (agosto 1999) della collana Manga Top della Planet Manga.

Copertina del primo volume dell'edizione italiana, raffigurante Lina e Gourry

La giovane maga Lina Inverse parte all'avventura assieme all'amico spadaccino Gourry Gabriev, dove i due cercano di tirare avanti sconfiggendo i banditi e ricchi corrotti cercando di impadronirsi delle ricchezze di quest'ultimi.
| Nº Ja | Nº It | Data di prima pubblicazione | Data di prima pubblicazione | Data di prima pubblicazione   |
| Nº Ja | Nº It | Giapponese                  | Giapponese                  | Italiano                      |
| ----- | ----- | --------------------------- | --------------------------- | ----------------------------- |
| 1     | 1-2   | 29 giugno 1995              | ISBN 4-04-926068-9          | 1º luglio 1999 1º agosto 1999 |

The Slayers (超爆魔道伝スレイヤーズ?, Chōbaku madōden Slayers), internazionalmente noto come Slayers - Super Explosive Demon Story, è un manga ispirato alla serie, pubblicato dalla Kadokawa Shoten per otto volumi dal 29 agosto 1995 al 30 agosto 2001. In Italia, il manga è stato pubblicato nei primi dieci numeri e successivamente conclusa nei numeri 68 e 70 della collana Manga Top della Planet Manga tra il febbraio 1998 e il marzo 2006 per un totale di undici numeri.

Copertina del primo volume dell'edizione italiana, raffigurante Lina e Gourry

Lina Inverse è una giovane che utilizza i propri poteri per catturare banditi e guadagnarne le ricompense messe sulla loro testa. Il suo più grande desiderio è quello di incrementare maggiormente il proprio potere. Insieme al suo gruppo, costituito dallo spadaccino Gourry Gabriev, forte e coraggioso, ma poco intelligente, la maga Amelia, ed il mago combattente Zelgadis, Lina affronterà numerosi viaggi ed avventure.
| Nº Ja | Nº It | Titolo italiano Giapponese 「Kanji」 - Rōmaji - Traduzione letterale                                    | Data di prima pubblicazione         | Data di prima pubblicazione       |
| Nº Ja | Nº It | Titolo italiano Giapponese 「Kanji」 - Rōmaji - Traduzione letterale                                    | Giapponese                          | Italiano                          |
| 1     | 1-2   | The Slayers 1/The Slayers 2 「闇の伝説編」 - Yami no densetsu-hen – "La leggenda delle tenebre"         | 29 agosto 1995 ISBN 4-04-712108-8   | 1º febbraio 1998 1º marzo 1998    |
| 2     | 3-4   | The Slayers 3/The Slayers 4 「闇の伝説編」 - Yami no densetsu-hen – "La leggenda delle tenebre"         | 1º aprile 1996 ISBN 4-04-712118-5   | 1º aprile 1998 1º maggio 1998     |
| 3     | 5-6   | The Slayers 5/The Slayers 6 「闇の伝説編」 - Yami no densetsu-hen – "La leggenda delle tenebre"         | 27 giugno 1996 ISBN 4-04-712120-7   | 1º giugno 1998 1º luglio 1998     |
| 4     | 7     | The Slayers 7 「ＲＥＴＵＲＮ」 - Return – "Ritorno"                                                     | 7 aprile 1997 ISBN 4-04-712132-0    | 1º agosto 1998                    |
| 5     | 8-9   | The Slayers 8/The Slayers 9 「死霊都市編」 - Shiryō toshi-hen – "La città fantasma"                     | 1º luglio 1997 ISBN 4-04-712135-5   | 1º settembre 1998 1º ottobre 1998 |
| 6     | 10-11 | The Slayers 10/The Slayers 11 「白銀の魔獣編」 - Shirogane no majū-hen – "Bestia magica bianco argento" | 31 luglio 1998 ISBN 4-04-712166-5   | 1º maggio 1999 1º giugno 1999     |
| 7     | 12-13 | The Slayers 14/The Slayers 15 「異界黙示録」 - Kurea Baiburu – "Il Sacro Testo di Magia"                | 29 novembre 2000 ISBN 4-04-712250-5 | 11 gennaio 2006 2 febbraio 2006   |
| 8     | 14-15 | The Slayers 16/The Slayers 17 「死霊都市の王編」 - Shiryō toshi no ō-hen – "Il re della città fantasma" | 30 agosto 2001 ISBN 4-04-712276-9   | 8 marzo 2006 4 aprile 2006        |

### The Slayers - Le nuove avventure
Slayers - Le nuove avventure (スレイヤーズ すぺしゃる?, Sureiyāzu: Supesharu, lett. "Slayers Special") è un manga ispirato alla serie, pubblicato dalla Fujimi Shobō per quattro volumi dal 2000 al 2001. Pubblicato sulla collana Manga Top della Planet Manga con il titolo Slayers - Le nuove avventure, a partire dal numero 39.

Copertina del primo volume dell'edizione italiana, raffigurante Naga e Lina

Lina Inverse, una bella giovane spadaccina nonché maga abilissima, decide di partire per un viaggio sotto suggerimento di una ragazza del suo paese che le consiglia di visitare il mondo, il quale è pieno di peripezie e molto caotico. Così iniziano le rocambolesche di Lina dove sembra che siano i guai a venirla a cercare.
| Nº Ja | Nº It | Data di prima pubblicazione | Data di prima pubblicazione | Data di prima pubblicazione      |
| Nº Ja | Nº It | Giapponese                  | Giapponese                  | Italiano                         |
| ----- | ----- | --------------------------- | --------------------------- | -------------------------------- |
| 1     | 1-2   | 28 aprile 2000              | ISBN 4-04-712229-7          | 3 ottobre 2002 3 dicembre 2002   |
| 2     | 3-4   | 30 gennaio 2001             | ISBN 4-04-712261-0          | 9 gennaio 2003 5 febbraio 2003   |
| 3     | 5-6   | 26 aprile 2001              | ISBN 4-04-712266-1          | 9 settembre 2003 13 ottobre 2003 |
| 4     | 7-8   | 25 settembre 2001           | ISBN 4-04-712279-3          | 11 novembre 2003 4 dicembre 2003 |

### Slayers: Knight of Aqua Lord
Slayers: Knight of Aqua Lord (水竜王の騎士?, Sureiyāzu: Suiryū-ō no kishi) è un manga ispirato alla serie, pubblicato dalla Fujimi Shobō per sei volumi dal maggio 2003 al gennaio 2005.
In seguito ad una serie di eventi, Lina ed il suo gruppo si sono separati, e Lina si è ritrovata in una strana landa al di fuori delle barriere di Mazoku. In questo posto ostile, Lina fa amicizia con il giovane Lyos, che si dichiara essere un cavaliere di Aqualord. In seguito Lina riesce a ritrovare Gourry ed Amelia, ed insieme a loro finirà coinvolta nella guerra di Aqualord contro Riskfalto.
| Nº | Data di prima pubblicazione | Data di prima pubblicazione | Data di prima pubblicazione |
| Nº | Giapponese                  | Giapponese                  |                             |
| -- | --------------------------- | --------------------------- | --------------------------- |
| 1  | 28 aprile 2003              | ISBN 4-04-712328-5          |                             |
| 2  | 28 agosto 2003              | ISBN 4-04-712340-4          |                             |
| 3  | 26 febbraio 2004            | ISBN 4-04-712350-1          |                             |
| 4  | 28 maggio 2004              | ISBN 4-04-712357-9          |                             |
| 5  | 27 settembre 2004           | ISBN 4-04-712372-2          |                             |
| 6  | 28 gennaio 2005             | ISBN 4-04-712386-2          |                             |

### The Slayers Premium
The Slayers Premium (スレイヤーズぷれみあむ?, Sureiyāzu Puremiamu) è un manga ispirato alla serie, pubblicato dalla Fujimi Shobō in un unico volume nel 2005. In Italia, è stato pubblicato sui numeri 52 e 53 della collana Manga Top della Planet Manga (agosto e settembre 2004).

Copertina del primo volume dell'edizione italiana, raffigurante Xellos, Chie-tako, Lina, Gourry e Zelgadis

Lina e Gourry si recano in una città balneare chiamata Acassi, rinomata per i piatti a base di polipo. Tuttavia i protagonisti scoprono troppo tardi che il mangiatore di queste pietanze rimane vittima di una maledizione che gli permette di comunicare esclusivamente nella lingua dei polipi. Gourry è il primo ad essere maledetto ma anche Lina, Amelia e Zelgadiss seguono la stessa sorte, l'unica speranza risiede nella maga specializzata in magia bianca di nome Ruma, la quale sembra voler trovare una soluzione al problema.
| Nº Ja | Nº It | Data di prima pubblicazione | Data di prima pubblicazione | Data di prima pubblicazione |
| Nº Ja | Nº It | Giapponese                  | Giapponese                  | Italiano                    |
| ----- | ----- | --------------------------- | --------------------------- | --------------------------- |
| 1     | 1-2   | 25 marzo 2002               | ISBN 4-04-712298-X          | 8 giugno 2004 7 luglio 2004 |

### Slayers Revolution
Slayers Revolution (スレイヤーズ REVOLUTION?, Sureiyāzu REVOLUTION) è un manga ispirato alla serie, pubblicato dalla Fujimi Shobō in un unico volume nel 2009.
Lina e i suoi amici vengono a sapere che una misteriosa creatura è in possesso di poteri simili a quelli della giovane maga. Così la banda di Lina si ricompone e decidono di partire assieme per un altro viaggio.
| Nº | Data di prima pubblicazione | Data di prima pubblicazione | Data di prima pubblicazione |
| Nº | Giapponese                  | Giapponese                  |                             |
| -- | --------------------------- | --------------------------- | --------------------------- |
| 1  | 5 dicembre 2008             | ISBN 978-4-04-712581-0      |                             |

### Slayers Evolution-R
Slayers Evolution-R (スレイヤーズ EVOLUTION-R?, Sureiyāzu EVOLUTION-R) è un manga ispirato alla serie, pubblicato dalla Fujimi Shobō in un unico volume nel 2009.
Dopo la sconfitta di Zanaffar avvenuta in Slayers Revolution, Lina, Gourry, Zelgadiss, Amelia e Pokota continuano la loro ricerca dell'urna di Rezo, ciascuno con le proprie motivazioni. Pokota vuole recuperarla per far rivivere la gente del popolo di Traforashia, di cui è il principe, spezzando così l'incantesimo del sonno creato da Rezo anni prima mentre Zelgadiss se ne vuole impadronire per rientrare in possesso del suo corpo originale. Tuttavia si cela qualcosa di molto più misterioso dietro all'intrigo dell'urna di Rezo, e tutto avrà fine nella città di Vezendi.
| Nº | Data di prima pubblicazione | Data di prima pubblicazione | Data di prima pubblicazione |
| Nº | Giapponese                  | Giapponese                  |                             |
| -- | --------------------------- | --------------------------- | --------------------------- |
| 1  | 5 giugno 2009               | ISBN 978-4-04-712610-7      |                             |

### Slayers Light Magic
Slayers Light Magic (スレイヤーズ ライト・マジック?, Sureiyāzu: Raito Majikku) è un manga ispirato alla serie, pubblicato dalla Kadokawa Shoten in due volumi dal 2008 al 2012.
In un futuro non troppo lontano, il mondo ha completamente dimenticato la magia, che è quindi diventata soltanto il soggetto di qualche storiella per bambini. Ciò nonostante, la piccola Light Inverse sogna di poter diventare una maga. Quando però viene attaccata da alcuni demoni, i suoi mezzi si rivelano del tutto insufficienti. In suo soccorso, giungono dal passato Lina Inverse e Gourry Gabriev.
| Nº | Data di prima pubblicazione | Data di prima pubblicazione | Data di prima pubblicazione |
| Nº | Giapponese                  | Giapponese                  |                             |
| -- | --------------------------- | --------------------------- | --------------------------- |
| 1  | 22 gennaio 2009             | ISBN 978-4-04-715168-0      |                             |
| 2  | 22 maggio 2009              | ISBN 978-4-04-715246-5      |                             |

### Shin Slayers - Falces no Sunadokei
Shin Slayers - Falces no Sunadokei (新スレイヤーズ ファルシェスの砂時計?) è un manga ispirato alla serie, pubblicato dalla Kadokawa Shoten in un unico volume nel 2008.
Dopo essere naufragati su una remota isola del sud, Lina ed i suoi compagni si troveranno a dover difendere gli indigeni dai continui attacchi dei pirati. L'isola è infatti nasconde nelle proprie profondità un antico ed oscuro segreto magico, che sembra fare gola a molti.
| Nº | Data di prima pubblicazione | Data di prima pubblicazione | Data di prima pubblicazione |
| Nº | Giapponese                  | Giapponese                  |                             |
| -- | --------------------------- | --------------------------- | --------------------------- |
| 1  | 6 novembre 2008             | ISBN 978-4-04-712578-0      |                             |